# Scaphirhynchus albus
Scaphirhynchus albus is een steur die vooral leeft in Noord-Amerika in de hoofdstromen van de Missouri en de benedenloop van de Mississippi tussen Montana en Louisiana.